# DR-Baureihe ET 51
Die Fahrzeuge der DR-Baureihe ET 51 waren elektrische Triebwagen der Deutschen Reichsbahn (DR) für den Eilzugverkehr in Schlesien.

## Geschichte
Die Triebwagen der Baureihe ET 51 wurden Anfang der 1930er Jahre speziell für den Einsatz im schlesischen Netz konstruiert. Die Linke-Hofmann-Werke in Breslau fertigten den mechanischen Teil, für die Lieferung der elektrischen Komponenten waren die BBC und eine Liefergemeinschaft aus AEG und Siemens-Schuckert (WASSEG) verantwortlich. Im Jahr 1934 wurden die vier Einheiten aus Trieb-, Steuer- und Beiwagen an die Deutsche Reichsbahn abgeliefert.
Erst 1939 wurden technisch weiterentwickelte Fahrzeuge als DR-Baureihe ET 51.1 in Dienst gestellt.
Im Frühjahr 1945 wurden die meisten elektrischen Fahrzeuge der schlesischen Strecken vor der näherrückenden Kriegsfront über Böhmen nach Westen evakuiert. Nach Kriegsende befanden sich der Triebwagen ET 51 01 und je ein Bei- und Steuerwagen (EB 51 01/ES 51 11) in Esslingen am Neckar und gelangten später in den Bestand der Deutschen Bundesbahn. ET 51 03 und 04 gelangten über das Bw Leipzig Hbf West bzw. das Bw Saalfeld zum RAW Dessau und wurden im November 1946 als Reparationsleistung in die Sowjetunion abtransportiert. Der ET 51 02 stand bei Kriegsende nach Augenzeugenberichten in Lauban in Schlesien und verschwand auch Richtung Sowjetunion. Diese drei Triebwagen wurden in der Sowjetunion zerlegt. Ein ehemaliger EB 51 diente noch in den 1970er Jahren als Fahrleitungsmontagewagen der PKP.
Auf dem Gebiet der Amerikanischen Besatzungszone befand sich nach Kriegsende eine dreiteilige Garnitur ET 51. Die Deutsche Bundesbahn reihte die drei Fahrzeuge später nach einem Umbau für den Stuttgarter Vorortverkehr in die Baureihe ET/ES 65 ein. Von den Esslinger Eisenbahnern erhielt die Garnitur den Spitznamen Iwan.

## Einsatz
Die ET 51 wurden vorrangig im Eilzugverkehr auf der Schlesischen Gebirgsbahn zwischen Görlitz und Breslau Freiburger Bahnhof verwendet. Belegt sind jedoch auch Einsätze im Personenzugverkehr, etwa auf der Verbindung Hirschberg–Landeshut.